# Marlon Maxey
Marlon Lee Maxey (nacido el 19 de febrero de 1969 en Chicago, Illinois) es un exjugador de baloncesto estadounidense que jugó dos temporadas en la NBA, además de hacerlo en la liga ACB, la liga griega, la francesa y la turca. Con 2,05 metros de estatura, lo hacía en la posición de ala-pívot.

## Trayectoria deportiva

### Universidad
Tras pasar un año en el que apenas jugó con los Golden Gophers de la Universidad de Minnesota, jugó durante tres temporadas más con los Miners de la Universidad de Texas en El Paso, en las que promedió 12,1 puntos y 6,8 rebotes por partido. En su última temporada fue incluido en el mejor quinteto de la Western Athletic Conference.

### Profesional
Fue elegido en la vigésimo octava posición del Draft de la NBA de 1992 por Minnesota Timberwolves, con los que firmó por cuatro temporadas, aunque finalmente solo disputaría dos con los Wolves, siempre como uno de los últimos jugadores en salir a la pista. Su mejor campaña fue la primera, en la que promedió 5,4 puntos y 3,8 rebotes por partido.
Tras quedarse sin equipo, ya en 1995 se marcha a jugar al baloncesto europeo, fichando por el Breogán de Lugo, de la liga ACB española, donde acaba la temporada promediando 19,3 puntos y 8,8 rebotes por partido. Al año siguiente se marcharía a jugar a la liga griega, donde permanecería 4 temporadas en 3 equipos diferentes, el Gymnastikos S. Larissas BC, el Peristeri BC y el Iraklis BC.
En 1999 ficha por el ASVEL Lyon-Villeurbanne de la liga francesa, regresando al año siguiente a la ACB de la mano del Lucentum Alicante, pero solo disputa 9 partidos antes de ser cortado, promediando 11,1 puntos y 6,1 rebotes. Acabaría la temporada y su carrera deportiva en el Galatasaray de la liga turca.

## Estadísticas de su carrera en la NBA

### Temporada regular
| Temporada | Edad | Equipo                 | Liga | P  | TIT | MIN  | TC  | TCA | %TC  | 3P  | 3PA | %3P  | TL  | TLA | %TL  | R.OF. | R.DEF. | REB | ASIS | ROB | TAP | PER | FP  | PTS |
| 1992-93   | 23   | Minnesota Timberwolves | NBA  | 43 | 3   | 12.1 | 2.2 | 3.9 | .550 | 0.0 | 0.0 | .000 | 1.0 | 1.6 | .643 | 1.5   | 2.3    | 3.8 | 0.3  | 0.3 | 0.4 | 0.9 | 1.7 | 5.4 |
| 1993-94   | 24   | Minnesota Timberwolves | NBA  | 55 | 2   | 11.4 | 1.6 | 3.0 | .533 | 0.0 | 0.0 | .000 | 1.3 | 1.8 | .714 | 1.4   | 2.3    | 3.6 | 0.2  | 0.3 | 0.6 | 0.7 | 2.1 | 4.5 |
| Total     |      |                        | NBA  | 98 | 5   | 11.7 | 1.9 | 3.4 | .542 | 0.0 | 0.0 | .000 | 1.2 | 1.7 | .685 | 1.4   | 2.3    | 3.7 | 0.2  | 0.3 | 0.5 | 0.8 | 1.9 | 4.9 |